# Free Software Foundation Europe
La Free Software Foundation Europe (FSFE o FSF Europe) és una organització no governamental i sense ànim de lucre, que treballa en tots els aspectes relacionats amb el programari lliure a Europa i especialment el projecte GNU. Es va fundar el 10 de març del 2001.
La Free Software Foundation (FSF) i la FSFE són entitats separades, tant financerament com legalment.

## Objectius
La seva prioritat són els aspectes polítics, legals i socials del programari lliure junt amb l'ètica, la filosofia i els valors comercials. En particular:
- Promociona el programari lliure en l'àmbit polític a Europa mitjançant el diàleg.
- Denuncia les activitats polítiques que són contràries a la filosofia del programari lliure.
- Ofereix un punt de contacte i d'orientació de totes les qüestions referents al programari lliure.
- Treballa conjuntament amb advocats de l'àrea del programari lliure a Universitats. També cooperen amb advocats de tot Europa per maximitzar la seguretat legal del programari lliure.
- Suporta, coordina i desenvolupa projectes lliures, especialment GNU. També proporciona recursos als desenvolupadors de programari lliure per animar-los a seguir amb el seu desenvolupament.
- Ajuda a les companyies a fer models de negoci basats amb programari lliure o ajusten models a això; això encoratja les companyies a anar cap al programari lliure. Per fer més fàcil a les empreses fer programari lliure exitòs, la FSF Europa busca ampliar el mercat pel programari lliure
- Ajuda a coordinar altres iniciatives a l'àrea del programari lliure.

## Activitats
El 26 de març de 2008 van organitzar el primer Dia de la Llibertat dels Documents (DocumentFreedomDay), una iniciativa per promoure estàndards de documents, amb el suport d'alguns grans agents tecnològics: Google, Sun i IBM.

## Plantilla[calcitació]
Aquesta gent treballa amb o per la FSF Europa:
- Antonella Beccaria: Equip italìa
- Volker Dormeyer: Equip alemany
- Martin Gerwinski: Equip alemany
- Georg C. F. Greve: President
- Georg Jakob: Membre austríac de l'associació
- Joachim Jakobs: Equip alemany
- Matthias Kirschner: Auxiliar del president
- Werner Koch: Encarregat segon de l'equip alemany
- Karin Kosina: Membre austríac de l'associació
- Stefano Maffulli: Canceller italià
- Reinhard Müller: Membre austríac de l'associació
- Bernhard Reiter: Canceller alemany
- Cristian Rigamonti: Equip alemany
- Henrik Sandklef: Equip suec
- Fabrizio Veutro: Equip italià
- Jonas Öberg - Vicepresident
- Ciarán O'Riordan - Representant de Brussel·les

Alguns d'ells són membres de l'associació, d'altres no.